# Kind of Zero
Kind of Zero (справжнє ім'я: Сергій Кіндзерський; * 24 грудня 1983) — український ді-джей. Грає у стилях progressive, хауз, брейкбіт, електро, драм-н-басс.
Вже у 16-річному віці юному ді-джеєві запропонували спробувати себе в студійній роботі на радіо «НіКО» (м. Тернопіль).
У 1998 році на збірці української електронної музики «Актуальні танці» виходить один з перших треків молодого продюсера, написаний у стилі «хіп-хоп» за мотивами музичної теми фільму «Гостя з майбутнього». Цього ж року Kind of Zero створює проект «SOOT» (Брейкбіт з гітарними рифами).
Співпрацює із закордонними лейблами: «SOG Records» (Швеція) у стилі прогресив, а також «RITMIC» (Швеція) і «Cymbalism Recordings» (США) — брейкбіт i D'n'B. Також у 2005 році вийшов перший drum'n'bass альбом «The game of SARB» та мікс з фестивалю «Ідеологія», в якому Kind of Zero брав участь, а у 2006 році вийшов другий drum'n'bass альбом «Paradise fruit» та перший в Україні альбом у стилі Breakz «ICE». Треки Кіндзерського виходили регуляро на різних збірках, його ремікс пісні «Мила» потрапив до альбому «ReФОРМАТція» гурту «Танок на Майдані Конґо», а бутлеґ на пісню «Smack My Bitch Up» гурту «Prodigy» було видано на німецькому лейблі «ALcrow Records».
2006 року на лейблі SOG Records було видано платівку «Kind of zero — Favorite train», а рецензію було представлено на незалежному англійському порталі прогресив музики trance.nu. Мікси й треки Kind of Zero грали не тільки на українських радіо, а й на таких відомих станціях і мережах, як Proton radio, Friskin, Ministy of Sound.
Kind of Zero є резидентом «Ton Records», організатором серії вечірок «Bass industry», власником лейблу «SARB Records», на якому зосереджено музику в стилі progressive house та electro. Продюсерську діяльність Сергій сполучає з виступами у різних клубах. Живе та працює у Львові.

## Дискографія

### Студійні альбоми
- 2004 The Game of Sarb
- 2007 Paradise Fruit
- 2009 Happy People
- 2010 My Mantra
- 2012 4th dimension